# یوبا
یوبا شهری در شهرستان تیکاره در استان بام در بورکینافاسوی شمالی است و جمعیت آن ۶۰۹ نفر است.